# Demicryptochironomus yui
Demicryptochironomus yui är en tvåvingeart som beskrevs av Yan, Tang och Wang 2005. Demicryptochironomus yui ingår i släktet Demicryptochironomus och familjen fjädermyggor. Inga underarter finns listade i Catalogue of Life.